# جائزة موناكو الكبرى 1974
جائزة موناكو الكبرى 1974 (بالفرنسية: Grand Prix automobile de Monaco 1974)‏ هو سباق فورمولا 1
أقيم بتاريخ 26 مايو 1974 في حلبة موناكو، موناكو، وأحد سباقات بطولة العالم لسباقات الفورمولا واحد موسم 1974، وكان أول المنطلقين نيكي لاودا.
فاز بالمركز الأول  روني بيترسون، وكان صاحب أسرع لفة روني بيترسون.